# Fujisato
Fujisato (藤里町, Fujisato-machi) est un bourg du district de Yamamoto, dans la préfecture d'Akita, au Japon.

## Géographie

### Démographie
Au 1er juillet 2014, la population de Fujisato s'élevait à 3 522 habitants répartis sur une superficie de 281,98 km2.